# Logopaedica Lodziensia
Logopaedica Lodziensia – czasopismo naukowe wydawane przez Wydawnictwo Uniwersytetu Łódzkiego.

## O czasopiśmie
Logopaedica Lodziensia to rocznik Instytutu Filologii Polskiej i Logopedii Uniwersytetu Łódzkiego, który powołano, aby szerzyć najnowsze osiągnięcia naukowe i praktyczne z zakresu profilaktyki, diagnozy i terapii zaburzeń komunikacji o różnej etiologii. Czasopismo ma charakter interdyscyplinarny, łączy logopedię z językoznawstwem, medycyną, pedagogiką czy psychologią. Obok rozpraw i artykułów o charakterze teoretyczno-metodologicznym i pragmatycznym, czasopismo publikuje wypowiedzi polemiczne, a także recenzje polskich i zagranicznych publikacji poświęconych problematyce zaburzeń komunikacji językowej. Recenzja tekstów prowadzona jest zgodnie z modelem double blind review. Każdy artykuł sprawdzany jest przez przynajmniej dwóch recenzentów. Wszystkie artykuły dostępne są w Otwartym Dostępie (Open Access) na licencji CC BY-NC-ND.

## Rada Naukowa
- prof. dr hab. Jacek Błeszyński (Uniwersytet Mikołaja Kopernika w Toruniu, Poland)
- ph.D., prof. Eliana Danilavichiutie (Borys Grinchenko Kyiv University, Ukraine)
- ph.D., prof. Yulia Filatova (Moscow State Pedagogical University, Russia)
- prof. dr hab. Grażyna Gunia (Uniwersytet Pedagogiczny im. KEN w Krakowie, Poland)
- ed.D., prof. Henriette W. Langdon (San José State University, USA)
- ph.D., prof. Karel Neubauer (University of Hradec Králové, Czech Republic)
- prof. dr hab. n. med. Jurek Olszewski (Uniwersytet Medyczny w Łodzi, Poland)
- prof. dr hab. Danuta Pluta-Wojciechowska (Uniwersytet Śląski w Katowicach, Poland)
- ph.D., prof. Shu-Lan Yang (National Pingtung University, Taiwan)
- prof. dr hab. Dorota Podgórska-Jachnik (Uniwersytet Kazimierza Wielkiego w Bydgoszczy, Poland)
- prof. dr hab. n. med. Grażyna Śmiech-Słomkowska (Uniwersytet Medyczny w Łodzi, Poland)
- prof. dr hab. Renata Marciniak-Firadza (Uniwersytet Łódzki, Poland)
- prof. dr hab. Katarzyna Sicińska (Uniwersytet Łódzki, Poland)

## Redaktorzy
- prof. dr hab. Irena Jaros - red. nacz. (Uniwersytet Łódzki, Poland)
- dr Renata Gliwa - sekretarz redakcji (Uniwersytet Łódzki, Poland)
- dr Monika Kaźmierczak - sekretarz redakcji (Uniwersytet Łódzki, Poland)

## Bazy
- Arianta
- BazHum
- CEJSH
- CEEOL
- Index Copernicus